# Dürntal (Gemeinde Furth)
Dürntal ist eine Rotte in der Gemeinde Furth an der Triesting im Bezirk Baden in Niederösterreich. Bis 2020 war der Ort als Ortschaft ausgewiesen.

## Geografie
Am 1. April 2020 umfasste die Rotte 12 Adressen.

## Geschichte
Im Jahr 1822 wurde der Ort als Dorf mit sieben Häusern genannt, das nach Furth eingepfarrt war, wohin auch die Kinder eingeschult wurden. Die Herrschaft Merkenstein besaß die Ortsobrigkeit, übte die Landgerichtsbarkeit aus, besorgte die Konskription und hatte die Grundherrschaft inne.